# So Real (singolo Mandy Moore)
So Real è un singolo della cantante statunitense Mandy Moore, pubblicato il 13 giugno 2000 come terzo e ultimo estratto dal primo album in studio So Real e inserito anche nel secondo album in studio I Wanna Be with You.
Il brano è stato scritto da Tony Battaglia e Shaun Fisher e prodotto dai The Wasabees.

## Tracce
CD (Australia)
1. So Real – 3:48
2. Candy (Wade Robson Remix) – 3:37
3. Not Too Young – 3:33
4. So Real (Wade Robson Remix) – 3:43

- So Real (Video Clip)

CD (Francia)
1. C'est Si Facile – 3:50
2. So Real – 3:51

## Classifiche
| Classifica (2000) | Posizione massima |
| ----------------- | ----------------- |
| Australia         | 21                |
| Nuova Zelanda     | 18                |